# Daresbury
Daresbury est un village et une paroisse civile et ecclésiastique au nord du comté du Cheshire. Il est situé entre les villes de Warrington et Runcorn. Le village comptait 216 habitants lors du recensement de la population de 2001.
Daresbury est le lieu de naissance de l'écrivain Lewis Carroll, de son vrai nom Charles Lutwidge Dodgson, auteur du roman Les Aventures d'Alice au pays des merveilles. L'église du village possède des vitraux présentant les différents personnages du roman d'Alice au pays des merveilles, notamment un vitrail représentant le Chat du Cheshire. 

## Vitraux de l'église

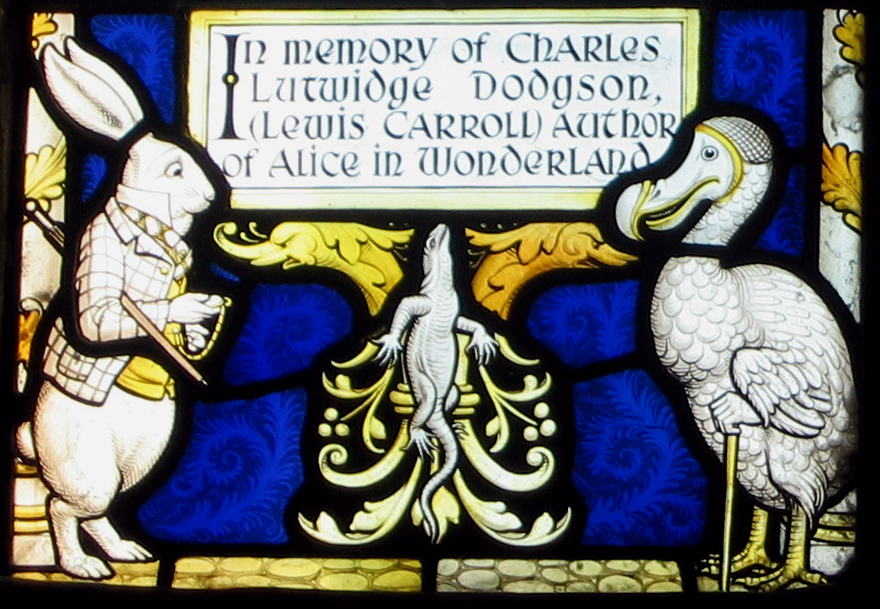
Vitrail de l'église de Daresbury représentant une scène du roman d'Alice au pays des merveilles.

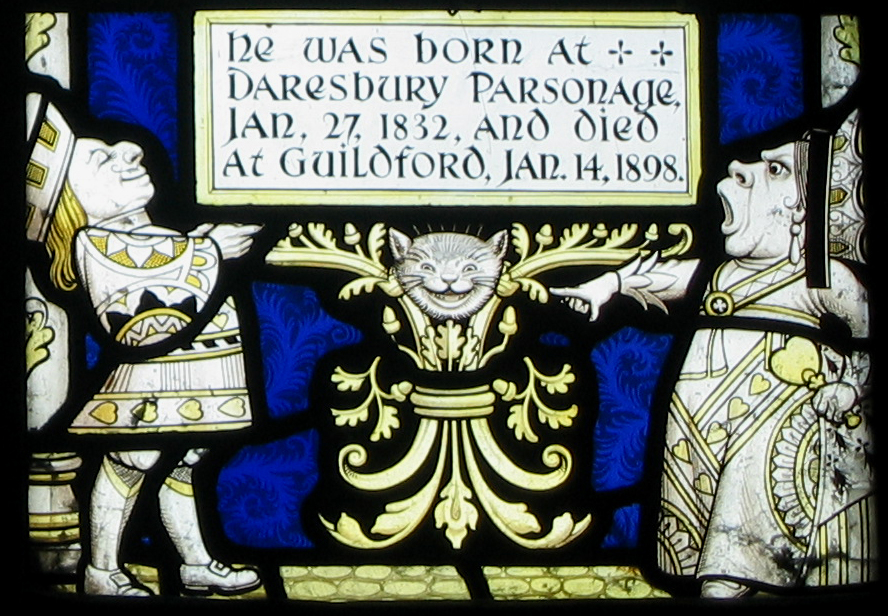
Le chat du Cheshire représenté sur un des vitraux de l'église de Daresbury.

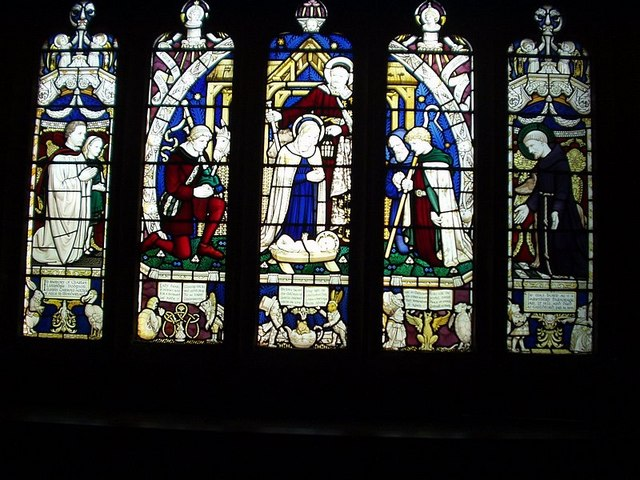
Vitraux de l'église de Daresbury avec les représentations de différentes scènes du roman d'Alice au pays des merveilles.